# Lunds VK
Lunds VK est un club suédois de volley-ball fondé en 2009 et basé à Lund, évoluant pour la saison 2019-2020 en Elitserien.

## Historique
Lunds Volleybollklubb a été créé le 22 avril 2009 au fusion entre LUGI Volleyboll et VF Fäladen.

## Effectifs

### Saison 2020-2021
| No                                         | Nom                                        | Date de naissance                          | Taille                         | Poids                          | Poste                          |
| ------------------------------------------ | ------------------------------------------ | ------------------------------------------ | ------------------------------ | ------------------------------ | ------------------------------ |
| 1                                          | Moa Morency                                | 15 décembre 2000                           | 155                            |                                | Libero                         |
| 2                                          | Amanda Bengtsson                           | 16 juin 1999                               | 180                            |                                | Réceptionneuse-attaquante      |
| 3                                          | Evelina Brink                              | 21 février 1995                            | 175                            |                                | Passeuse                       |
| 4                                          | Linn Abrahamsson                           | 30 novembre 1994                           | 187                            |                                | Attaquante                     |
| 5                                          | Linnea Skogsberg                           | 18 octobre 1997                            | 168                            |                                | Passeuse                       |
| 7                                          | Helena Thulin                              | 28 mai 1996                                | 182                            |                                | Centrale                       |
| 8                                          | Stina Rix                                  | 14 juin 1997                               | 187                            | 73                             | Réceptionneuse-attaquante      |
| 9                                          | Arianna Costa                              | 27 novembre 1997                           | 161                            |                                | Libero                         |
| 10                                         | Beatrice Hellichius                        | 18 décembre 1998                           | 175                            |                                | Réceptionneuse-attaquante      |
| 11                                         | Tilda Jepson                               | 19 décembre 2000                           | 185                            |                                | Centrale                       |
| 12                                         | Ana Petkovic                               | 10 juillet 1997                            | 169                            |                                | Réceptionneuse-attaquante      |
| 13                                         | Elsa Holmkvist                             | 12 juin 2000                               | 180                            |                                | Centrale                       |
| 18                                         | Ida Johansson                              | 28 novembre 2000                           | 178                            |                                | Centrale                       |
|                                            |                                            |                                            |                                |                                |                                |
| Encadrement technique                      | Encadrement technique                      |                                            | Légende                        | Légende                        | Légende                        |
| Entraîneur : Ulf Karlsson                  | Entraîneur : Ulf Karlsson                  | Entraîneur : Ulf Karlsson                  | : Capitaine                    | : Capitaine                    | : Capitaine                    |
| Entraîneur(s) adjoint(s) : Åke Hesslekrans | Entraîneur(s) adjoint(s) : Åke Hesslekrans | Entraîneur(s) adjoint(s) : Åke Hesslekrans | : Joueuse blessée actuellement | : Joueuse blessée actuellement | : Joueuse blessée actuellement |